# St. Peter und Paul (Hemer)

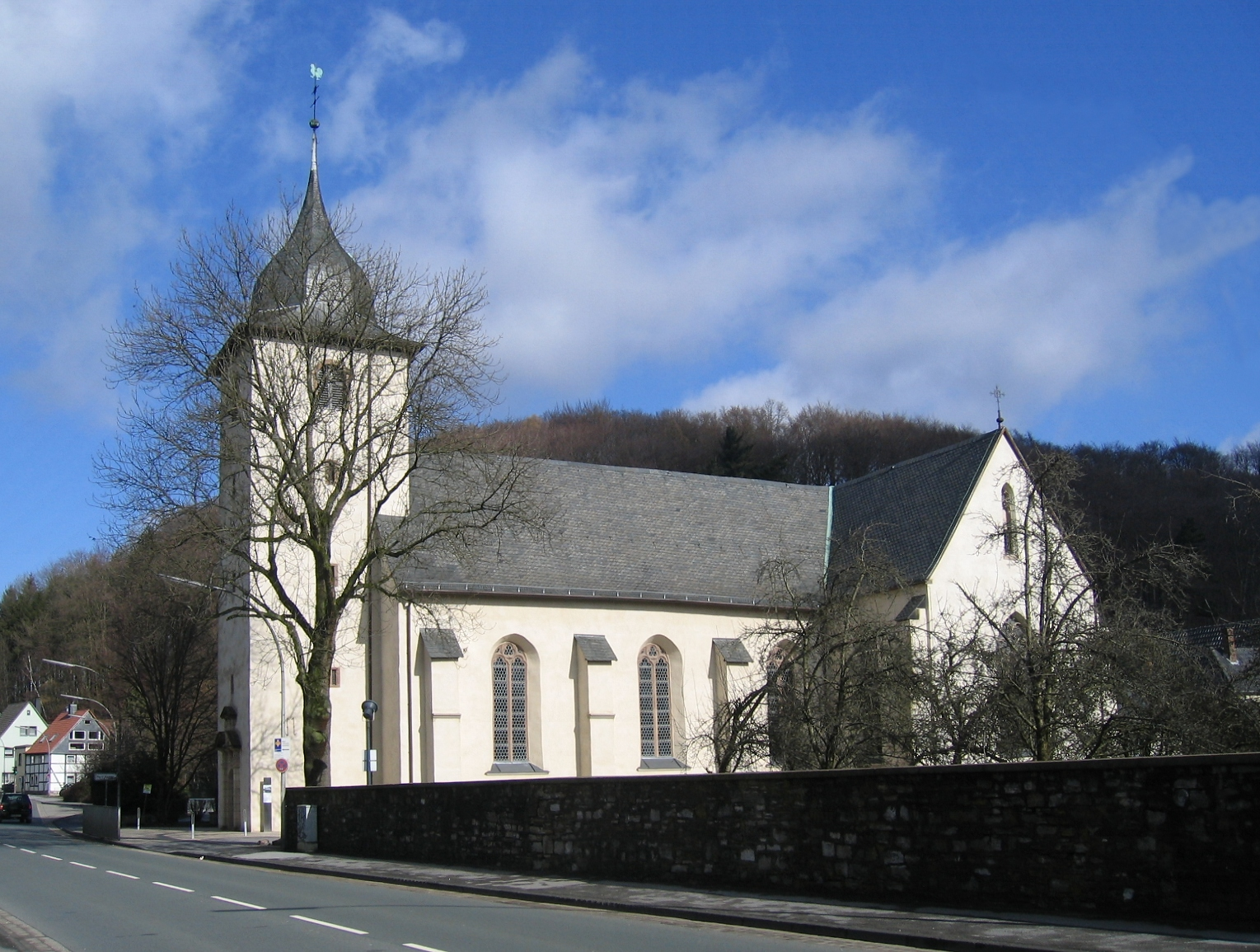
St. Peter und Paul

St. Peter und Paul ist die römisch-katholische Pfarrkirche der Gesamtpfarrei St. Vitus im Stadtgebiet von Hemer. Dabei handelt es sich um einen barocken Bau von 1700, der seit 1982 unter Denkmalschutz steht.
Bekannt ist die Pfarrkirche durch ihre im Jahre 1702 von Johann Jacob John erbaute Orgel, welche bis heute zur musikalischen Gestaltung der Gottesdienste dient.

## Geschichte

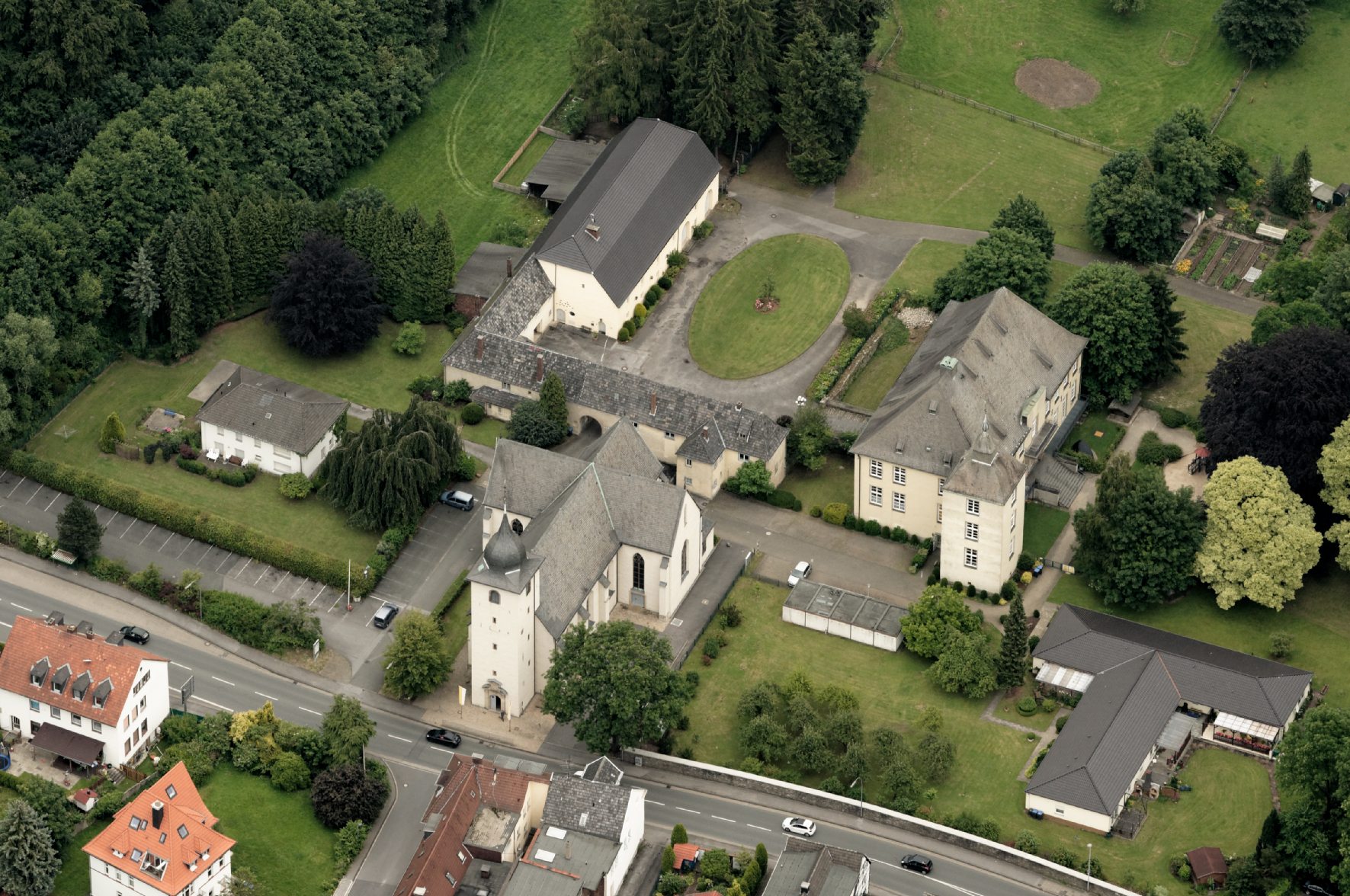
St. Peter und Paul und Haus Hemer mit Nebengebäuden

Die Kirche entstand in den Jahren 1697 bis 1700 unter Fürstbischof Jobst Edmund von Brabeck in den Anlagen von dessen Herrenhaus Haus Hemer. Architekt war der Steinmetz und Maurermeister Arnold Lambertz aus Menden, der den einfachen, dreijochigen Saalbau auch errichtete. Zu dieser Zeit stand bereits eine andere Kirche, geweiht auf den heiligen Vitus, in den Parkanlagen von Haus Hemer, die vor der Reformation als Pfarrkirche diente. Grund dieses Kirchenbaus war der große Zuwachs der katholischen Gemeinde, die nach der Reformation ihre Gottesdienste in einer Kapelle im Haus Hemer feierte.
Einem Stiftungsbrief aus dem Jahre 1700 zufolge hatte der Stifter Fürstbischof von Brabeck die Kirche zunächst unter dem Patrozinium Mariens erbauen lassen. Der Grund zum Wechsel des Patroziniums nach den Aposteln Petrus und Paulus ist bislang unbekannt. Weiterhin spendete von Brabeck einige Teile der Innenausstattung wie die historische Orgel und den Hochaltar, von dem nur noch einzelne Teile vorhanden sind. Beichtstühle, zwei Glocken und der Taufstein wurden durch den Erben Johann Arnold von Brabeck gestiftet.
Wegen des stetigen Zuwachses der Gemeinde im folgenden Jahrhundert wurden im Jahr 1898 ein Querhaus und ein rechteckiger Chorraum angebaut, Turm und Hauptschiff blieben erhalten, wurden aber 1913 erhöht und erneuert. Architekten der Erweiterungsbauten waren Franz Mündelein und Friedrich Sirrenberg aus Paderborn. Weiterhin erfolgte 1906 eine Ausmalung der Kirche im neugotischen Stil, die in den Jahren 1957/58 wieder entfernt wurde, so dass die ursprüngliche barocke Bemalung freigelegt und im Querhaus angepasst werden konnte. Im Jahr 1981 erfolgte eine weitere Renovierung, die unter anderen die Konzilsbeschlüsse berücksichtigte. So wurde der Hochaltar erniedrigt, ein Zelebrationsaltar sowie ein Ambo wurden neu gestaltet und aufgestellt.
Im Jahr 2006 wurde die gesamte Fassade erneuert, da das Natursteinmauerwerk erhebliche Beschädigungen aufwies. Die Bruchsteinfassade wurde dabei komplett verputzt und damit das vermutete ursprüngliche Aussehen der Kirche aus dem 18. Jahrhundert wiederhergestellt. Zugleich wurde die Pfarrgemeinde Sitz des neu geschaffenen Dekanats Märkisches Sauerland.

## Ausstattung

### Orgel
Der Fürstbischof von Hildesheim, Jobst Edmund von Brabeck, stiftete nicht nur die Kirche, sondern auch die Orgel. Er beauftragte den Orgelbauer Andreas Schweimb, der in Einbeck mit seinem Meistergesellen Johann Jacob John eine Werkstatt für Orgelbau unterhielt, mit dem Bau zwei großer Werke für seine Heimatstadt Letmathe (1698) und für die neuerbaute Pfarrkirche in Hemer. Während der Bauzeit starb Andreas Schweimb. Das Werk wurde von seinem Meistergesellen Johann Jacob John vollendet. Die älteste bekannte Disposition stammt aus dem Jahr 1770:
| Manualwerk0     |    |
| Prinzipal       | 8′ |
| Violdigamba0    | 8′ |
| Gedact          | 8′ |
| Quintadena      | 8′ |
| Octav           | 4′ |
| Fleute Duxe     | 4′ |
| Quinta          | 3′ |
| Sexquialter III | 3′ |

| (Fortsetzung Manualwerk) |       |
| Octav                    | 2′    |
| Quintfleut               | 1 ⁄2′ |
| Sexta III                | 1 ⁄2′ |
| Mixtur IV                | 2′    |
| Trompett                 | 8′    |
| Zincke                   | 8′    |
| Tremulant                |       |

| Pedalwerk |     |
| Prinzipal | 08′ |
| Subbaß 0  | 16′ |
| Gedact    | 08′ |
| Octav     | 04′ |

| (Fortsetzung Pedalwerk) |     |
| Mixtur III              | 01′ |
| Posaun                  | 16′ |
| Trompett                | 08′ |
| Cornett                 | 02′ |

- Effektregister:  Einfacher Cymbelstern

Der barocke Prospekt ist symmetrisch aufgebaut. In der Mitte liegt ein großer Rundturm, am linken und rechten Rand jeweils ein kleinerer. Zwischen den Rundtürmen gibt es auf beiden Seiten jeweils ein Flachfeld und zwei übereinander angeordnete Spitzfelder. Verziert ist die Orgel mit dem Wappen der Stifterfamilie von Brabeck und vier musizierenden Engeln.
In der Mitte des 19. Jahrhunderts wurden erstmals größere Reparaturen an der Orgel nötig, die dem Kirchenpatron Rudolf Löbbecke allerdings lange zu teuer waren. Am 14. Oktober 1849 wurde schließlich ein Vertrag zum Umbau der Orgel geschlossen, nachdem ein Gericht Löbbecke zur Finanzierung verpflichtet hatte. Bei diesem Umbau erhielt die Orgel neue Windladen, das Pfeifenmaterial wurde größtenteils erhalten. Für die Zeit um 1900 war ein weiterer Umbau vorgesehen, wurde zugunsten eines Aus- und Umbaus des Kirchraums allerdings nicht durchgeführt.
In den Jahren 1955–1957 wurde das Instrument durch den Orgelbauer Werner Bosch (Kassel) erstmals restauriert. 1980 erbaute der Orgelbauer Hans Peter Mebold (Siegen) die neue Chororgel (Positiv), 1983 wurde das Instrument durch Orgelbau Sauer (Höxter-Ottbergen) restauriert, und im Zuge der Renovierungsarbeiten an der Pfarrkirche wurde die Orgel 2006 umfassend gereinigt; in diesem Zuge wurde die Windversorgung wieder in eine Kammer im Turm zurückverlagert. Außerdem bekam das Instrument einen doppelten Cymbelstern. Das Instrument hat heute 22 Register auf zwei Manualwerken und Pedal.
| I Hauptwerk C– |                  |        |           |
| 1.             | Bordun           | 16′    | 1850      |
| 2.             | Prinzipal        | 08′ 0  | 1701/1934 |
| 3.             | Viola da Gamba 0 | 08′    | 1983      |
| 4.             | Rohrflöte        | 08′    | 1955      |
| 5.             | Octav            | 04′    | 1701      |
| 6.             | Quinte           | 02 ⁄3′ | 1701      |
| 7.             | Waldflöte        | 02′    | 1955      |
| 8.             | Mixtur IV        |        | 1701/1934 |
| 9.             | Trompete         | 08′    | 1955      |
|                | Tremulant        |        |           |

| II Positiv C– |                  |      |           |
| 10.           | Gedackt          | 08′0 | 1701      |
| 11.           | Blockflöte       | 04′  | 1955      |
| 12.           | Prinzipal        | 02′  | 1701      |
| 13.           | Sesquialter III0 |      | 1701/1934 |
| 14.           | Scharff III      |      | 1701/1934 |
|               | Tremulant        |      |           |

| Pedalwerk C– |            |      |      |
| 15.          | Subbass    | 16′  | 1983 |
| 16.          | Prinzipal  | 08′0 | 1701 |
| 17.          | Gedackt    | 08′  | 1955 |
| 18.          | Octav      | 04′  | 1701 |
| 19.          | Mixtur III |      | 1983 |
| 20.          | Posaune    | 16′  |      |
| 21.          | Trompete 0 | 08′  |      |
| 22.          | Cornett    | 02′  | 1983 |

- Koppeln: II/I, I/P, II/P
- Effektregister:  Doppelter Cymbelstern

### Glocken
Das Geläut der Pfarrkirche besteht aus drei Glocken, die um den 19. Dezember 1699 vom Arnsberger Bernhard Wilhelm Stuhle gegossen wurden. Am 30. Dezember wurden sie nach Hemer transportiert. Im Ersten Weltkrieg wurde die größte Glocke aus dem Turm geholt, um für die Rüstungsindustrie eingeschmolzen zu werden, was durch das Kriegsende jedoch verhindert werden konnte. Im Zweiten Weltkrieg wurde die Erhaltung der Glocken als wünschenswert eingestuft, weshalb sie weiterhin erhalten blieben. 2000 wurden die ausgedünnten Schlagringe der drei Glocken erneuert.
Die größte Glocke (Durchmesser: 938 Millimeter, Gewicht: 456 Kilogramm, Schlagton fis′) wurde von Jobst Edmund von Brabeck gestiftet. Auf ihr ist von Brabeck selbst mit seinem Wappen, eingerahmt von den Kirchenpatronen Petrus und Paulus, abgebildet. Die Inschrift „Epis Hildesiensis Iodocus Edmundus“ („Der Bischof von Hildesheim Jobst Edmund“) ergänzt diese Darstellung. Eine weitere Inschrift im unteren Teil der Glocke lautet:

“HIC PETRO ET PAVLO SACRA TECTA PERENNIA STRVXIT HILDESII PRINCEPS BRABECK DE SANGUINE LUXIT”

„Hier hat dem Petrus und dem Paulus ein dauerndes Heiligtum erbaut der Fürstbischof von Hildesheim, der aus dem Geschlecht Brabeck hervorgegangen ist.“

Eine Inschrift im oberen Teil verweist auf Maria, weshalb die Glocke in der Literatur als Marienglocke bezeichnet wird:

“NOS AVDI AVRE PIA VITAE SPES VIRGO MARIA
PORTA SALUTIS AUA CHRISTIGENISQVE FAVE”

„Hör uns mit gnädigem Ohr, du unsere Lebenshoffnung, Jungfrau Maria!
Pforte des Heiles, sei gegrüßt, behüte die Christuskinder!“

Die mittlere Glocke (Durchmesser: 845 Millimeter, Gewicht: 346 Kilogramm, Schlagton a′) wurde von Jobst Edmund von Brabeck, einem Neffen des Fürstbischofs, gestiftet. Auf ihr befindet sich ein Relief, das den heiligen Josef zeigt. Maria wird wie schon auf der ersten Glocke ebenso wie Rankenornamente und das Wappen der Familie von Brabeck erneut dargestellt. Darüber hinaus finden sich auf dieser Glocke, die als Josefs-und-Jodokus-Glocke bezeichnet wird, zwei Inschriften:

“VOS DIVI ELECTI IOSEPH ATQVE IVDOCE IVVATE CRESCAT VT ILLVSTRIS STIRPS BRABECKANA”

„Ihr seligen Auserwählten Joseph und Jodokus, helft, dass das erlauchte Geschlecht Brabeck gedeihe.“

“IODOCVS EDMVNDVS DE BRABECK ECCLES CATH HILD ET MONAST SPECT SCHOLAST ET DNVS IN HEMMEREN LETMEDE SODER NIENHAGEN ET KLUSENSTEIN”

„Jobst Edmund von Brabeck, achtbarer Scholast der Kathedralkirchen Hildesheim und Münster und Herr zu Hemer, Letmathe, Söder, Nienhagen und Klusenstein.“

Bei der ersten Inschrift handelt es sich um ein Gebet, in dem Josef und Jodokus angesprochen werden. Jodokus ist der Schutz- und Namenspatron des Fürstbischofs und wurde vermutlich auf seinen Wunsch hin mit in die Inschrift aufgenommen.
Die dritte Glocke (Durchmesser: 759 Millimeter, Gewicht: 268 Kilogramm, Schlagton h′) wird nach ihren Patronen Peter-und-Paul-Glocke bezeichnet. Neben Darstellungen dieser beiden Heiligen gibt es auf dieser Glocke ein Relief des Heiligen Georg. Johannes Arnold von Brabeck, ein weiterer Neffe des Kirchengründers, stiftete diese Glocke ebenso wie die Kanzel, die Beichtstühle und den Taufstein. Die Inschriften der kleinsten Glocke:

“VERAX CRED ENZIS STET IESV ECCLESIA GENTIS HANC PAVLE ENSE TEGAS DVX PETRE CLAVE REGAS”

„Erhalte, Jesus, die Kirche der rechtgläubigen Gemeinde! Schütze du sie mit deinem Schwerte, Paulus, und du, Petrus, führe und leite sie mit deinem Schlüssel!“

“IOES ARNOLDVS DE BRABECK PRINCIP HILDESIENS SVPR STAB PRAEFECT DNVS IN HEMEREN LETMATE SODER ET NIENHAGEN”

„Johannes Arnold von Brabeck Fürstlich-Hildesheimer Oberstallmeister Herr zu Hemer, Letmathe, Söder und Nienhagen“

Alle Inschriften enthalten Chronogramme, aus denen jeweils das Gussjahr 1699 hervorgeht, das damit als erwiesen gilt.